# Star Wars: Force Commander
Star Wars: Force Commander est un jeu vidéo de stratégie dans l'univers de Star Wars développé par Ronin Entertainment et édité par LucasArts. Le jeu est sorti en 2000.

## Système de jeu
Le joueur incarne tour à tour Brenn Tantor et son frère Delis, jeune recrue impériale qui remporte victoire sur victoire lors de ses combats et qui a une dent contre l'Alliance Rebelle. Il la soupçonne d'être à l'origine de la mort de ses parents.
Le joueur commande des troupes, construit des avant-postes à partir d'un destroyer stellaire en orbite, et emmène ses troupes à la rencontre de l'ennemi à l'aide de l'holoconsole.
Dans le mode solo, le joueur dispose d'une campagne et d'un système de carte aléatoire.

## Accueil
| Star Wars: Force Commander |      |       |
| Média                      | Pays | Notes |
| Computer Gaming World      | US   | 2/5   |
| GameSpot                   | US   | 60 %  |
| IGN                        | US   | 47 %  |
| Jeuxvideo.com              | FR   | 11/20 |
| Joystick                   | FR   | 77 %  |